# 2484 Parenago
2484 Parenago eller 1928 TK är en asteroid i huvudbältet, som upptäcktes 7 oktober 1928 av den ryske astronomen Grigorij N. Neujmin vid Simeiz-observatoriet på Krim. Den har fått sitt namn efter Pavel P. Parenago.
Asteroiden har en diameter på ungefär 6 kilometer.